# Christ (Juwelier)

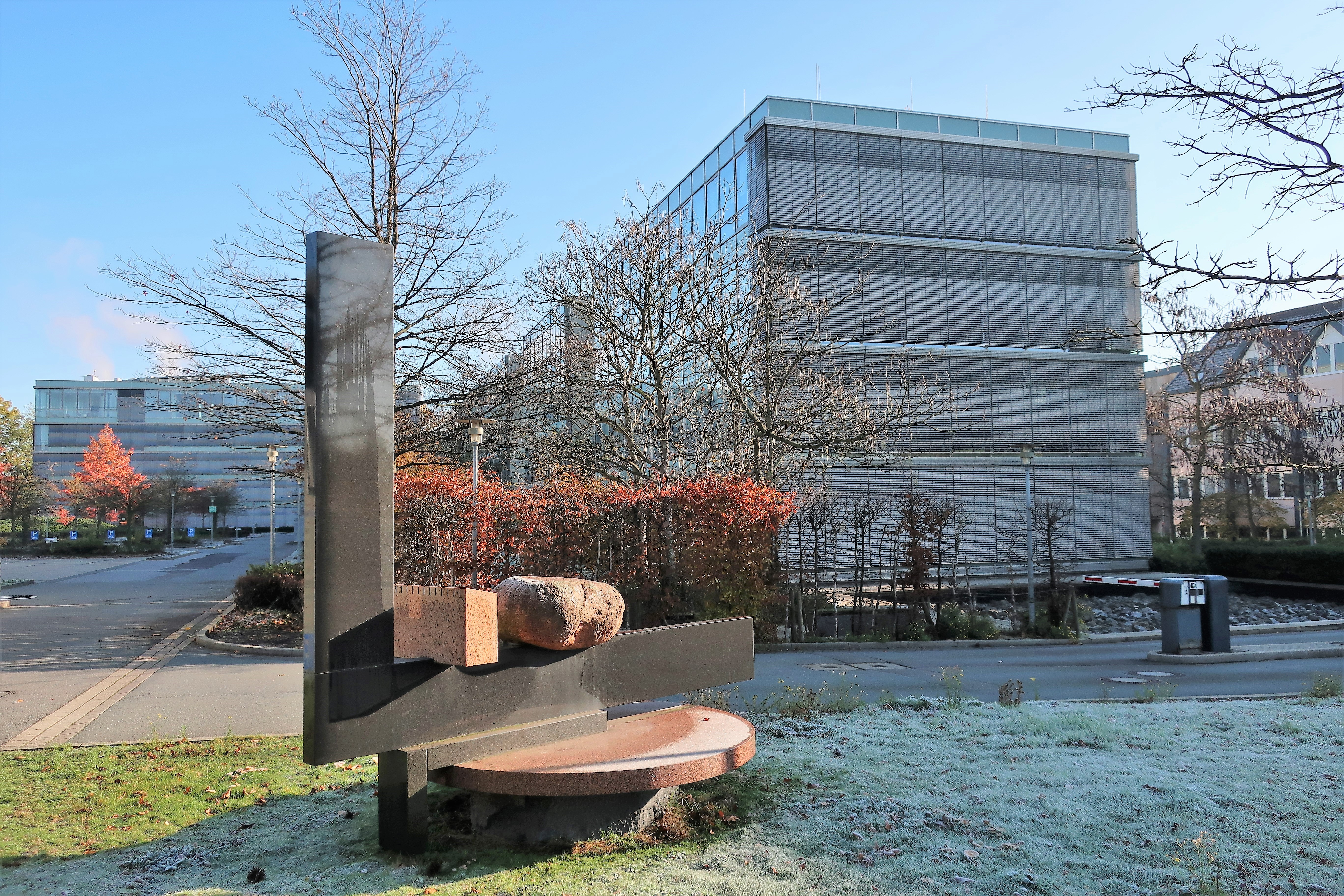
CHRIST-Unternehmenszentrale in Hagen-Bathey

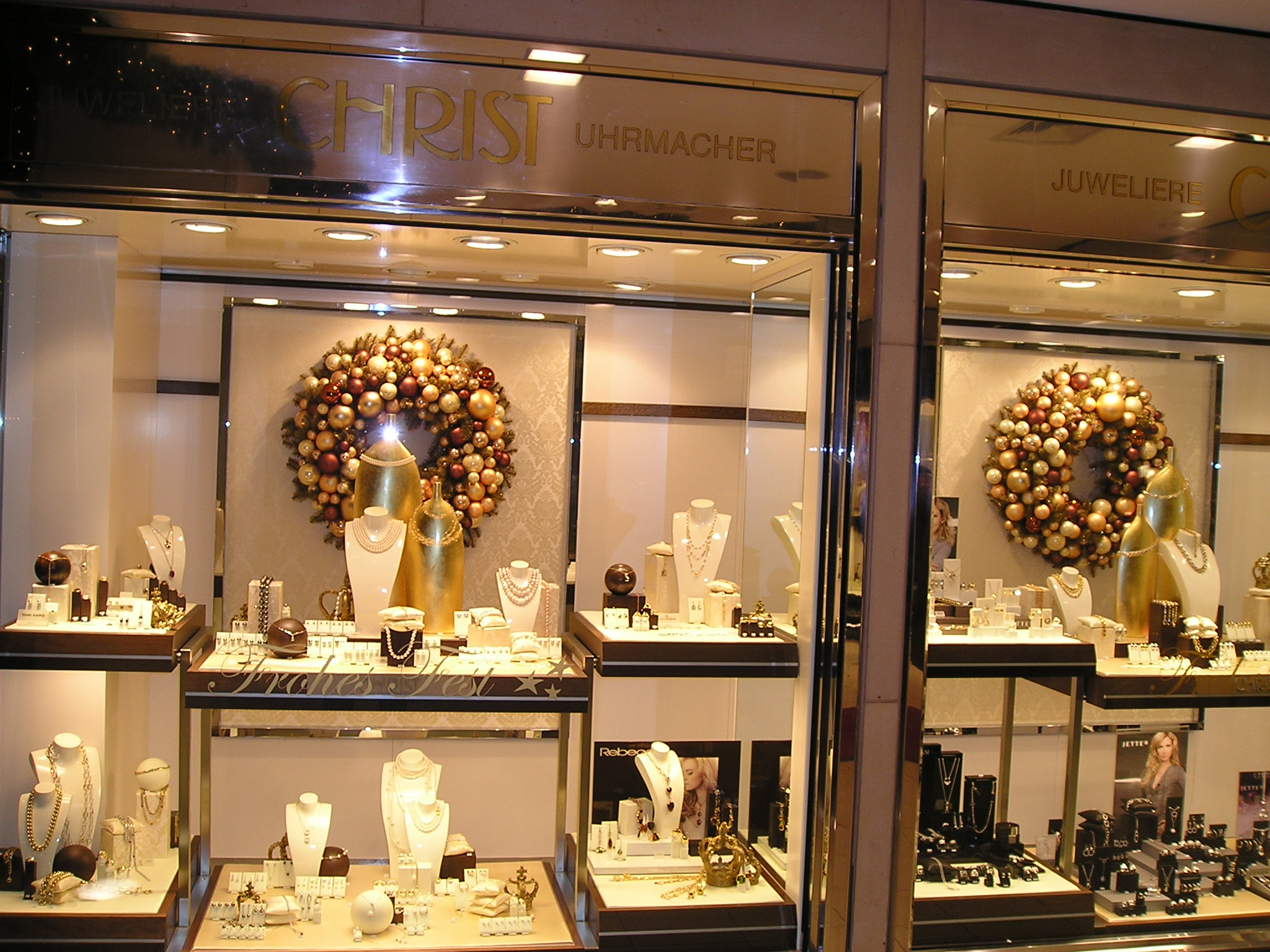
Auslage einer Filiale in Düsseldorf

Die Christ Juweliere und Uhrmacher seit 1863 GmbH ist eine deutsche Juwelier- und Uhrmacherkette mit Sitz im nordrhein-westfälischen Hagen. Das Unternehmen wurde 1863 in Frankfurt am Main gegründet. 1994 war es mit über 600 Millionen DM Umsatz und rund 2.400 Mitarbeitern das größte deutsche Juwelierunternehmen. 1975 wurde in der Schweiz die Christ Uhren & Schmuck als eigenständige Aktiengesellschaft gegründet, welche seit 2006 zur Coop-Gruppe gehört.

## Geschichte
1863 gründete Wilhelm Alexander Christ (1836–1927) ein Ladengeschäft für Uhren im Haus Fürsteneck in der Frankfurter Fahrgasse. Er war der letzte geprüfte Uhrmachermeister der Freien Stadt Frankfurt. 1874 verlegte er sein Geschäft in das Haus Karlseck an der Ecke Weißadlergasse/Kleiner Hirschgraben. 1904 übergab er das Geschäft an seinen Sohn Wilhelm Adolf, von dem es 1927 an den Enkel Friedrich Wilhelm überging. Das denkmalgeschützte Haus Karlseck wurde 1933 umgebaut und modernisiert. 1944 wurden die Geschäftsräume durch Bomben völlig zerstört. Bereits kurz nach Kriegsende eröffnete Friedrich Wilhelm Christ ein provisorisches Etagengeschäft in der Schillerstraße, 1951 einen großzügigen Neubau Am Roßmarkt 17.
Außer Uhren verkaufte Christ seit Anfang des 20. Jahrhunderts auch Schmuck und Trauringe unter dem Motto Wenn’s soweit ist, Ringe von Christ. Ein bekanntes Produkt war in den 1950er Jahren der in aller Welt vertriebene Frankfurter Wecker, der als Wecksignal die Erkennungsmelodie der gleichnamigen Rundfunksendung spielte.
Im Laufe der Jahre eröffnete Christ zahlreiche Filialen in mehreren deutschen Städten. Nach verschiedenen Inhaberwechseln beteiligte sich die Douglas Holding 1995 an Christ und übernahm 1997 die Mehrheit. Der Unternehmenssitz wurde daraufhin nach Hagen verlegt und alle zur Unternehmensgruppe gehörenden Juwelier-Fachgeschäfte (u. a. Juwelier Weiss) unter der Marke Christ zusammengefasst. 2012 besaß Christ etwa 210 Filialgeschäfte und einen Online-Shop.
Im Juni 2011 eröffnete Christ die erste Outlet-Filiale unter dem Namen Christ Outlet im Wertheim Village.
Im Oktober 2014 wurde bekannt, dass Christ aus der Douglas Holding, die ihrerseits zum größten Teil seit 2012 von der Advent International Corporation übernommen worden war, herausgelöst und an das Private-Equity-Unternehmen 3i veräußert werden soll.
Im Januar 2023 gaben Christ und Morellato bekannt, dass die italienische Morellato-Gruppe Christ zum 1. Februar 2023 übernehmen wird. Zusammen kommen Christ und Morellato auf 620 Ladengeschäfte und ca. 800 Mio. Euro Umsatz. Inklusive der Produktion werden ca. 4.500 Mitarbeiter beschäftigt.
Seit Januar 2024 ist Gunnar Binder neuer CEO von Christ. Er übernimmt damit die strategische und operative Verantwortung als Sprecher der Geschäftsführung und die strategische Ausrichtung und Weiterentwicklung des Unternehmens. Zuvor war er mehr als zwölf Jahre lang Geschäftsführer und CFO bei Thomas Sabo.

## Marken

### Valmano
Im Mai 2019 übernahm Christ den Online-Juwelier Valmano. Einige Monate später, im November 2019, expandierte Christ mit Valmano nach Frankreich. Im Laufe des Jahres 2020 kamen Valmano Onlineshops in den Niederlanden und Belgien hinzu.

### Brinckmann & Lange
Im Oktober 2019 hat Christ die Bremer Juweliermarke Brinckmann & Lange wiederbelebt. Heute gibt es unter Brinckmann & Lange einen Onlineshop sowie fünf Boutiquen in Frankfurt am Main Flughafen Terminal 1 + Terminal 2, Essen, Leipzig und Braunschweig.